# Алекс Машински

Алекс Машински (6. октобар 1965) je предузетник који је основао неколико већих технолошких фирми у Сједињеним Америчким Државама. Основао је Арбинет 1996. године као фирму која се бави разменом неискоришћених телекомуникационих ресурса. ВојсСмарт је друга компанија коју је оснвао и била је једна од првих фирми која је нудила телекомуникационе свичеве који могу користити обичан телефонски улаз као и глас преко интернет протокола.
Машински је 2004. године основао ГрaундЛинк као сервис помоћу којег је могуће резервисати и наручити вожње путем рачунара или паметног телефона. Такође, је оснивач Кју-Вајерлес, који је касније постао део Транзит Вајерлес компаније. Био је на позицији генералног директора Новател-а. Тренутно је генерални директор Целзијус Нетворк-а, платформе за позајмице базиране на Итиријум мрежи и блокчејн технологијама.

## Детињство и младост
Машински је рођен у Украјини, а одрастао је у Израелу. Од малих ногу био је радознао, и често би проналазио начине како да прислушкује и користи јавне телефонске линије у Израелу. Машински је похађао неколико различитих универзитета где је студирао електротехнику али никада није дипломирао. Касније је служио у израелској војсци. Осамдесетих година је напустио Израел и преселио се у Сједињене Америчке Државе.

## Каријера
Након што се преселио у Њјујорк, Машински је покренуо посао који се бавио трговином хемикалија попут карбамида, содијум цијанида као и трговином злата. Након инцидента на тргу Тјенанмену 1989. године, посао је успорио након што је извоз содијум цијанида из Кине престао. Након овога, Машински је кренуо да ради за компанију А+ Системс. Ова компанија је развијала софтвер за пренос звука путем Интернета за мобилне оператере.
Био је један од првих програмера протокола за пренос гласа путем Интернета(VoIP). У раним деведесетим годинама је основао ВојсСмарт, једну од првих компанија која је нудила могућност разговора потпуно путем Интернета. Машински је схватио потенцијал овог тржишта 1993. године и 1996. оснива Арбинет, маркет за телефонске позиве путем Интернета. Ова платформа је била једна од првих компанија која је дозвољавала размену минута позива. У новембру 1997. године Арбинет је почео да нуди сличну услугу за мобилне податке, користећи више од 400 Т1 линија повезаних са централом у Њјујорку ради коришћења неискоришћених капацитета мреже.
Машински је продао свој удео Арбанета 2005. године и дело профита је искористио да би покренуо ГраундЛинк. Ова компанија је омогућила људима да људима да резервишу аутомобилске вожње луксузним аутомобилима уз помоћ рачунара и паметних телефона. Инспирацију за ову пословну идеју, Машински је добио након што слична услуга путем Интернета није успела да испоштује наручену вожњу која је требало да превезе његовог пословног пријатеља кога је хтео да импресионира, његову жену и њега. Почетком 2010. године Машински је организовао заједничко улагање у ГраундЛинк и неколико других сличних компанија. Ове компаније са компанијама ЛимоРес Кар и Лимо Сервис, у које је Машински такође улагао инсталирале су у своја возила бесплатан бежични Интернет у свим визилима. Овај подвиг је у потпуности био финансиран у потпуности од профита који је генерисан позитивном рекламом о овој услузи. Такође је био пословни партнер фирме Гого Инфлајт Интернет која нуди бесплатне интернет услуге на летовима у Сједињеним Државама.
Фирма Алекса Машинског, Кју-Вајерлес је једна од четири фирме које су чиниле Транзит Вајерлес, заједнучко друштво које је имало за циљ успостављање бежичне Интернет мреже у Њујоршком метроу. Било је потребно три године да Алекс убеди транспортно удружење града Њујорка да покрене анкету како би установили да ли је овакав систем мобилне мрежа уопште потребан у Њујоршком метроу и након још две године, власти су затражили ову мрежу. У 2010. години његова компанија је добила уговор за уградњу ове мреже на 277 подземних станица метроа.
У априлу 2014. године Машински је додат у управни одбор Новател-а. Ова фирма је провајдер производа бежичних технологија. Добио је позицију генералног директора у јуну те године. У октобру 2015. године Машински напушта ову позицију у Новател-у након годину и по дана након што је постао генерални директор ове компаније.
Машински оснива фирму под називом Целзијус Нетворк и постаје генерални директор компаније. Ова фирма се бави позајмљивањем и издавањем криповалута. У октобру 2017. године, компанија је објавила да ће имати почетну понуду својих токена у јануару 2018. године базираних на блокчејн технологијама и Итиријум мрежи.